# Asselt
Asselt est un village néerlandais de la commune de Ruremonde dans le Limbourg néerlandais, situé sur la Meuse. En 2006, le village comptait 180 habitants.

## Histoire
Le nom d'Asselt (nom franc : Aslao, Aschlo, Ascloha ou Ascaloha) signifie « forêt de frênes » et dérive du germanique aski « frêne » et lauha « bosquet sur un terrain sablonneux élevé ».
À l'époque carolingienne (du VIIIe  au  XIe siècle), Asselt était un domaine de la couronne franque et une cour royale (villa, vroenhof, curtis) et, à ce titre, servait également de palts, lieu où les provisions des princes étaient collectées et où la justice était rendue. Les Vikings y établirent un camp militaire en 881, d'où ils lancèrent de nombreux raids dans la vaste région (dont le pillage de Maastricht (nl) en 881).
En 882, Asselt est le lieu du siège d'Asselt (en) dans lequel Charles III le Gros affronte les armées Vikings qui capitulent et pourraient avoir négocié une trêve dans les raids en territoire francs.
À partir de 1100 environ, Asselt était une seigneurie avec un droit de péage sur la Meuse, dont les seigneurs se nommèrent « Van Asselt » vers 1200. Le premier seigneur connu fut Rutger van Asselt (1275), vassal du comté de Gueldre et du comté de Looz. Plus tard, la seigneurie passa aux mains des familles Van Vlodrop et (par mariage) Schellaert van Obbendorf.
En 1665, la seigneurie d'Asselt, dont l' Asselterhof était le centre administratif, fut vendue par la veuve Ursula Schellaert van Obbendorf à Christoffel Schenck van Nydeggen, propriétaire du château de Hillenraad (nl) et de la seigneurie de Swalmen. Les seigneuries de Swalmen et d'Asselt passèrent alors en une seule main et le restèrent jusqu'à leur abolition par les Français.

## Église

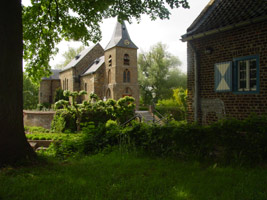
Asselt, Église Saint-Denis

## Musée d'Asselt
Face à l'église se trouve un musée folklorique (aujourd'hui historico-culturel) et archéologique. Les fondations du musée furent posées en 1927 par le pasteur Pinckers et le sacristain Piet Loven, qui commencèrent alors à collectionner de nombreux objets. Le sacristain se rendit à Asselt pour collecter ces objets, mais aussi dans tout le Limbourg central. La collection était exposée dans le fournil de la ferme, face à l'église. L'ancien four à pain y est toujours présent et a été préservé. L'espace du musée fut ensuite agrandi. Outre des ustensiles d'origine folklorique régionale (dans l'ancien fournil et dans la cave), le musée possède une collection d'objets archéologiques :
- À l'étage : haches et fers de lance de l'âge de pierre, dents de mammouth, coquillages du Crétacé, tampons à étoffe et statues.
- Dans l'ancienne remise : poteries romaines, une collection d'armes, cruches et jarres.